# 德昌县
德昌县（彝語北部方言： dep cha xiep）是中国四川省凉山彝族自治州中部的一个县。总面积2284平方公里，常住人口 21.7萬人（2021年末）（216533人2020年11月1日）。德昌縣總戶數73958戶 德昌县和凉山州的盐源县、会理市、西昌市以及攀枝花市的米易县接壤。

## 行政区划
德昌县下辖2个街道办事处、8个镇、2个民族乡：
德州街道、昌州街道、永郎镇、乐跃镇、麻栗镇、茨达镇、巴洞镇、黑龙潭镇、铁炉镇、热河镇、南山傈僳族乡和金沙傈僳族乡。

## 地理
地处安宁河谷地带，横断山区康藏高原东缘，地形复杂多样，以中山地貌为主。螺髻山和牦牛山东西对峙,老幼山居中南。安宁河北入南出贯穿全境，沿途有茨达河、老碾河等注入。南与会理、米易县毗连，西至雅砻江和盐源县相望，北接西昌市，东以螺髻山山脊与普格县分界，东南隅与宁南县接壤。
德昌属亚热带高原季风气候，年均气温17.7摄氏度，年均降水1049毫米，无霜期300天以上，常年日照2147小时，夏无酷暑，冬无严寒，烤烟、蚕桑、蔬菜、林果、畜牧、劳务输出、花卉等特色支柱产业全面快速发展。
境内有矿点矿化点近200个，矿种47种，经地质部门勘查过的矿点21个，矿种12种，特别是稀土，已探明氧化物储量72万吨；拥有可供开发的水电资源约40万千瓦，目前已开发建成投产18万千瓦，在建的15万千瓦，拟筹建的7万千瓦；麻栗、阿月等地还可建20万千瓦的风力发电场，四川省第一座风电场已在德昌麻栗境内投产发电，装机1.6万千瓦；风电二三期即将完工，总装机9.2万千瓦。

## 历史
德昌古为邛都县地，唐咸通年间属建昌府，是古代“南方丝绸之路”上的重要驿站。
民国二十八年（1939年）划入新建西康省，三十四年（1945）建县，1950年3月26日解放，属西康省西昌地区。1955年10月随西康省撤销并入四川省。1978年10月随西昌地区并入凉山彝族自治州。

## 经济
2012年完成地区生产总值52.5亿元，比2011年（下同）增长15.3％。规模以上工业增加值19.9亿元，增长23.9％。民营经济增加值34.9亿元，增长18.9％。
公共财政总收入5.56亿元，增长21.6％；其中地方公共财政收入4.36亿元，增长28.0％。全社会固定资产投资41.2亿元，增长75.8％。社会消费品零售总额16.4亿元，增长14.1％。农民人均纯收入8861元，增长16.4％；城镇居民可支配收入19905元，增长14.4％。
德昌现有规模以上企业33户，其中钒钛钢铁企业12户、涉农龙头企业9户、发电（供电）企业5户、稀土及矿山企业4户、新材料企业3户。有28户集中在工业园区，企业集中度达85%。2012年规模以上企业实现产值68亿元，利润7.77亿元，分别增长26%和34%。

## 交通
德昌地处西昌和攀枝花中心，是中国攀西战略资源创新开发实验区的重要节点；是中共四川省委、省政府安宁河谷地区率先发展的核心地带；是凉山州实施西昌、德昌、冕宁同城化发展的重要城市。同时，成昆铁路、京昆高速公路和108国道纵贯全境。
成昆铁路复线客运双线在德昌设立德昌西站。

## 旅游
境内有国家4A级风景名胜区螺髻山，有全国重点文物战国至西汉时期的大石墓30余处，还有全州唯一的傈僳族文化。已完成《螺髻山旅游总体规划》、《螺髻山西片区景区建设性规划》和景区公路建设，形成了多条精品旅游线路，
2012年外来德昌旅游人数达到73万人次，旅游收入2.5亿元。

## 特产
德昌桑椹：中国地理标志产品。